# Dasyvalgus xanthurus
Dasyvalgus xanthurus är en skalbaggsart som beskrevs av Renaud Maurice Adrien Paulian 1961. Dasyvalgus xanthurus ingår i släktet Dasyvalgus och familjen Cetoniidae. Inga underarter finns listade i Catalogue of Life.